# Csöngedmajor
Csönged (Vagy más néven Csöngedmajor) Gősfa településhez tartozó külterületi lakotthely Zala vármegyében, a Zalaegerszegi kistérségben.

## Fekvése
A településrész Angelamajor mellett található, közvetlenül a Zala-Vas vármegyehatár mellett. Dombjai a Vasi-hegyháthoz tartoznak.

## Megközelítése
A településrész közúton Vasboldogasszony felől, a 7427-es útből kiágazó 73 238-as számú mellékúton érhető el; gyengébb minőségű utakon elérhető Gősfa központja, továbbá Taszilómajor és Gurgatómajor felől is. A településrészre naponta kettő buszjárat megy Zalaegerszegről.

## Nevezetességei
- Itt található a csöngedmajori almás.
- Csöngedi Batthyány-kúria.